# Hodonín (distrito)
Hodonín é um distrito da República Checa na região de Morávia do Sul, com uma área de 1.086 km² com uma população de 159.886 habitantes (2002) e com uma densidade populacional de 147 hab/km².